# آمال أندراوس
آمال أندراوس (بالإنجليزية: Amale Andraos)‏ (من مواليد 1972 أو 1973) هي مهندسة معمارية تعمل في نيويورك، وهي عميد كلية الدراسات العليا في الهندسة المعمارية والتخطيط والمحافظة ‏ في كولومبيا، وتعد هي المؤسس المشارك لـ WORKAC مع زوجها دان وود.

## النشأة
ولدت أندراوس في بيروت بلبنان، وقد عاشت في المملكة العربية السعودية وفرنسا وكندا وهولندا، وهي حاصلة على شهادة الهندسة المعمارية من جامعة مكغيل في مونتريال وماجستير في الهندسة المعمارية من كلية التصميم بجامعة هارفارد ‏، وهي ابنة مهندس معماري في بيروت وقد أدركت شغفها بالهندسة المعمارية بينما كانت تراقب ممارسته.

## العمل
قبل أن تصبح أول عميدة لكلية الدراسات العليا في الهندسة والتخطيط والمحافظة في كولومبيا درست أندراوس في العديد من الجامعات بما في ذلك جامعة برينستون للهندسة المعمارية وكلية هارفارد للدراسات العليا للتصميم وجامعة بنسلفانيا للتصميم [الإنجليزية] والجامعة الأمريكية في بيروت، ركزت استوديوهاتها وندواتها التصميمية الحديثة على المدينة العربية التي أصبحت موضوع سلسلة من الندوات بعنوان «الهندسة المعمارية والتمثيل» التي عقدت في استوديو اكس عمَّان في عام 2013 وفي الحرم الجامعي في نيويورك في خريف عام 2014، وتشمل منشوراتها 49 مدينة وإعادة قراءة 49 خطة رؤية من خلال عدسة بيئية (صحافة الجرد، الطبعة الثالثة عام 2015)، وفوق الرصيف المزرعة! (مطبعة برينستون المعمارية عام 2010)، والمدينة العربية: العمارة والتمثيل (كتب كولومبيا عن الهندسة المعمارية والمدينة عام 2016)، تم تسمية أندرواس كواحدة من «أكتر 25 معلمًا نال على الإعجاب لعام 2016» من قِبل ديزين انتيليجينس DesignIntelligence التي تصفها بأنها تدمج «مشاكل العالم الحقيقي في المناهج الدراسية برؤية جريئة وقيادة قوية.»
في عام 2003 أسست أندراوس وزوجها دان وود WORKAC وهي ممارسة معمارية وحضرية مقرها نيويورك مع اتصال دولي، حققت هذه الممارسة تقديراً دولياً لمشاريع مثل التصميمات الحائزة على المنافسة لطريق هوا كينانج بي (Hua Qiang Bei) شنتشن ومركز المؤتمرات في ليبرفيل والغابون والمركز الثقافي لجزيرة نيو هولاند في سانت بطرسبرغ ومقر استوديو ديان فون فورستنبرغ وبرنامج مهندسين معماريين صغار التابع لمؤسسة MoMA PS1 وإيدبل سكول ياردس Edible Schoolyards في PS216 في بروكلين وPS7 في هارلم في نيويورك وكذلك مقر المكتب الجديدلوكالة الدعاية الأمريكية ويدن + كينيدي ‏ الموجودة أيضًا في نيويورك، تشمل المشاريع الحالية واجهة جديدة لمرأب السيارات في ميامي وتحوُّل سكني لمبنى تاريخي من الحديد المصبوب في نيويورك وخطة رئيسية لسبعة أحرام جامعية في يفانغ في الصين بالتعاون مع استوديو Pei-Zhu و SLAB وSCAPE، تصف أندراوس شركاتها بأنها «تقاطع بين المناطق الحضرية والريفية والطبيعية»، فاز WORKAC بالعديد من الجوائز بما في ذلك جائزة الشرف لعام 2015 من المعهد الأمريكي للمهندسين المعماريين AIA بنيويورك عن الخطة الرئيسية لمعرض اكسبو بكين وذلك بالتعاون مع استوديو Pei-Zhu وSLAB وSCAPE.
قبل المشاركة في تأسيس WORKAC شغلت أندرواس مناصب في مكتب متروبوليتان للهندسة المعمارية لريم كولهاس في روتردام بهولندا ونيويورك، وسوسيا + بيروت ‏ في مونتريال وكيبيك، وأيضًا أتيلية بيج سيتي في مونتريال كيبيك.
اعتبارًا من أكتوبر 2015 تعمل آمال أندرواس كعضوة في مجلس إدارة الرابطة المعمارية بنيويورك ‏ والمركز العربي للعمارة، وهي أيضًا عضوة في اللجنة التوجيهية لأعضاء هيئة التدريس بمراكز كولومبيا العالمية في الشرق الأوسط ومراكز كولومبيا العالمية في تركيا.

## جوائز مختارة وتكريمات

### 2006
- جائزة AIA بنيويورك للاستحقاق للعمارة الداخلية - معرض لي أنجل
- «تصميم الطليعة» السجل المعماري
- «ممارسات جديدة بنيويورك» المعهد الأمريكي للمهندسين المعماريين وصحيفة المهندسين المعماريين

### 2007
- «تصاميم نيويورك» الرابطة المعمارية

### 2008
- أفضل من أفضل الجوائز ماك-جرو هيل للبناء
- جائزة الجدارة للهندسة الإنشائية. ببليك فارم1.SEAoNY
- «عام في الهندسة المعمارية-أفضل عشرة تصاميم»، مجلة نيويورك
- «مشروع العام: حديقة/مناظر طبيعية»، الوطنية، نيويورك للبناء/سجل الأخبار الهندسية ENR
- «أفضل مشروع تصميم المناظر الطبيعية والحضرية.»، إقليميًا، نيويورك للبناء
- جائزة «أفضل ما في العام»، مجلة التصميم الداخلي
- جائزة AIA للاستحقاق للعمارة الداخلية-الأنثروبولوجيا دوس لاغوس
- «الأصوات الناشئة»، الجامعة المعمارية في نيويورك
- جائزة أفضل عمل-أفضل تجديد تاريخي، جمعية الفنون البلدية-المقر الرئيسي لاستوديو ديان فون فورستنبرغ
- برنامج المهندسين المعماريين الشباب، مركز الفنون المعاصرة MoMA/PS1

### 2009
- التصفيات النهائية لجائزة التصميم الوطنية-الداخلية، متحف كوبر هيويت للتصميم
- جائزة التميز الهندسي للماس-الأنظمة الإنشائية، المجلس الأمريكي لشركات الهندسة بنيويورك
- جائزة الاستحقاق للعمارة من المعهد الأمريكي للمهندسين المعماريين-ببليك فارم1

### 2010
- جائزة التميز في التصميم - لجنة التصميم العام لمدينة نيويورك

### 2013
- جائزة الاستحقاق للعمارة الداخلية من ALA بنيويورك-متحف الفنون للأطفال
- جائزة الاستحقاق للتصميم الحضري من ALA بنيويورك-جزيرة نيو هولاند
- جائزة الاستحقاق من ALA بهيوستن للتجديد-متحف بلافر للفنون
- جوائز مدينة هيوستن «الأفضل من»: أفضل مبنى في الحرم الجامعي، وأفضل تجديد فني-متحف بلافر للفنون

### 2014
- جائزة التصميم الداخلي لأفضل ما في العام-مكاتب ويدن + كينيدي
- جائزة أفضل عمل-لأفضل مبادرة للتصميم الأخضر، جمعية الفنون البلدية - إديبل سكول يارد في PS 216
- جائزة الاستحقاق للعمارة الداخلية من ALA بنيويورك-مكاتب ويدن + كينيدي

### 2015
- AIA بولاية نيويورك شركة العام
- Arch Daily 2014 Building of the Year - Wieden + Kennedy Offices
- جائزة الشرف من ALA بولاية نيويورك للتصميم الحضاري - الخطة الرئيسية لمعرض اكسبو بكين
- جائزة التميز في التصميم-لجنة التصميم العام لمدينة نيويورك-غرفة مشروع الإصدار

### 2016
- قائد الجيل الجديد، جائزة سجل المهندسات المعماريات[18]

## الكتابات المختارة
- 2016: «المدينة العربية: العمارة والتمثيل»، كتب كولومبيا عن العمارة والمدينة
- 2015: «ما وراء الضخامة: إعادة قراءة خريطة بويتينغر»، مراجعة أفري، الإصدار 01
- 2014: «إستراتيجيات الفراغ»، المنظور 48: فقدان الذاكرة
- 2013: «الرؤية العمرانية ووكالاتها»، الزاوية، العدد 1: يوتوبيا
- 2012: «فوتورا بولد»، كتيب آخر، العدد 3: المستقبل!
- 2010: «مقابلات»، مجلة براكسيس: العددان 11 و 12: 11 من المهندسين المعماريين 12 محادثة
- 2009: «ببليك فيرم1،» تصميم بيئي (مطبعة جامعة برينستون)
- 2007: «هل ستقف دبي الحقيقية؟» المدينة الفائقة: دبي والوضع الحضري في أوائل القرن الحادي والعشرين؛ «كادافر يتفوق على اللبنانيين» في قوة الرؤية: إنتاج المدينة المعاصرة؛ «تعمير جزيرة دبي» في مدن من الصفر
- 2006: «برنامج تمهيدي»، مجلة براكسيس 8: إعادة البرمجة.
- 2005: «لماذا لا نزال نتعلم من لاس فيجاس؟» في البدون، العدد 04، دبي

### قائمة المراجع
- العمارة والتمثيل: المدينة العربية (2016)، كولومبيا GSAPP كتب عن العمارة، (ردمك 978-1941332146)
- فوق الرصيف، المزرعة! العمارة والزراعة في (PF1 (2010، مطبعة برينستون المعمارية  [لغات أخرى]‏، (ردمك 978-0300191189)
- 49 مدينة (2009)، واجهة المتجر للفن والعمارة  [لغات أخرى]‏ (ردمك 978-1568989358)، الطبعة الثالثة: مطبعة الجرد (2015) (ردمك 978-1941753057)